# Heudicourt, Eure

Heudicourt este o comună în departamentul Eure, Franța. În 1 ianuarie 2022 avea o populație de 723 de locuitori.